# La Chabanne
La Chabanne é uma comuna francesa na região administrativa de Auvérnia-Ródano-Alpes, no departamento Allier. Estende-se por uma área de 19,55 km². Em 2010 a comuna tinha 193 habitantes (densidade: 9,9 hab./km²).